# Остров Филиппа
Остров Филиппа (норв. Phippsøya) — остров, расположенный в Баренцевом море. Крупнейший остров в Группе семи островов, расположенной в архипелаге Шпицберген, к северу от Северо-Восточной Земли.
Остров назван в честь английского исследователя Константина Джона Фиппса, командовавшего двумя бомбардирскими кораблями, в 1773 году принимавшими участие в экспедиции, целью которой был поиск Северо-Восточного прохода.